# Meteor (Automarke, New York)
Meteor war eine US-amerikanische Automobilmarke. Der Hersteller Worthington Automobile Company war von 1904 bis 1905 in New York City ansässig. Worthington hatte die Berg Automobile Company in Cleveland (Ohio) übernommen und betrieb die dortige Fabrikation weiter.

## Beschreibung
Ab 1904 wurde ein fünfsitziger Tourenwagen mit 18-bhp-(13,2-kW)-Vierzylindermotor gebaut, der für 2750 US-Dollar erhältlich war. Vier bis fünf Stück wurden pro Woche in Cleveland hergestellt und an die Firmenzentrale in New York zum Verkauf geliefert. Anstatt des gewöhnlichen Stahlaufbaus war für einen Aufpreis von 200 Dollar auch eine Aluminiumkarosserie zu bekommen. Die Motorkraft wurde über ein Dreigang-Stirnradgetriebe an die Hinterachse weitergeleitet. Im Folgejahr kostete der Wagen mit 2311 mm Radstand nur noch 2500 Dollar.
Worthington verließ das Unternehmen im Dezember 1904. William L. Colt setzte mit der Cleveland Motor Car Company die Produktion als Cleveland fort.

## Modelle
| Modell      | Bauzeitraum | Zylinder | Leistung         | Radstand | Aufbauten           |
| ----------- | ----------- | -------- | ---------------- | -------- | ------------------- |
| Meteor Four | 1904–1905   | 4 Reihe  | 18 bhp (13,2 kW) | 2311 mm  | Tourenwagen 5 Sitze |